# Kiki Bertens
Kiki Bertens (Wateringen, 1991. december 10. –) holland hivatásos teniszezőnő, olimpikon.
2009–2021 közötti profi pályafutása során egyéniben és párosban is tíz WTA-tornát nyert meg. Ezek mellett egyéniben hét, párosban 11 ITF-tornagyőzelmet szerzett.
Grand Slam-torna főtábláján a 2012-es Roland Garroson szerepelt először, ahol a selejtezőn túljutva az első fordulóban esett ki. Néhány héttel később a wimbledoni tornán már alanyi jogon főtáblás volt, s a második fordulóig jutott. Legjobb eredményét a 2016-os Roland Garroson érte el, ahol az elődöntőbe jutott. Párosban negyeddöntős volt a 2015-ös Australian Openen, valamint a 2016-os Roland Garroson. 2017-ben párosban a svéd Johanna Larssonnal bejutott a WTA Finals döntőjébe, ahol a Babos Tímea–Andrea Hlaváčková párostól szenvedtek vereséget. Világranglista helyezése alapján 2018-ban egyéniben kvalifikálta magát az év végi világbajnokságra. Az egyéni világranglistán a legjobb helyezése a 4. hely, amelyet 2019. május 13-án ért el, párosban a 16. hely, amelyre 2018. április 16-án került.
2011-től Hollandia Fed-kupa-válogatottjának tagja. Hollandia képviseletében vett részt a 2016-os riói olimpia női egyes és vegyes páros, valamint a 2020-os tokiói olimpia női egyes és női páros versenyein.
2020-ban megnyerte a koronavírus-járvány miatt virtuálisan megrendezett Mutua Madrid Open Pro versenyt. Ezzel ő lett az első hivatalos virtuális teniszverseny győztese.
2021. június 16-án bejelentette, hogy a koronavírus és az Achilles sérülése miatt a szezon végén mindenképp leteszi az ütőt, de addig még a hátralévő Grand Slam-tornákon és az olimpián szeretne sikereket elérni, a többi tornán való részvételt pedig az egészségi állapotának figyelembevételével tervezi majd meg. 2021. július 27-én a tokiói olimpián jelentette be a profi tenisztől való visszavonulását.

## WTA-döntői

### Egyéni

#### Győzelmei (10)
| Összesítés           |                        |
| Grand Slam-torna (0) |                        |
| Tier I (0)           | Premier Mandatory* (1) |
| Tier II (0)          | Premier Five* (1)      |
| Tier III (0)         | Premier* (3)           |
| Tier IV (0)          | International* (5)     |
| Tier V (0)           | Challenger* (0)        |
| WTA Elite Trophy (0) |                        |
| WTA Finals (0)       |                        |

* 2009-től megváltozott a tornák rendszere.
 Az egymás mellett azonos színnel jelölt tornatípusok között nincs teljes mértékű megfelelés.
|     | Dátum                | Torna                                              | Borítás      | Ellenfél a döntőben  | Döntő eredménye  |
| 1.  | 2012. április 28.    | GP de SAR La Princesse Lalla Meryem, Fez           | Salak        | Laura Pous Tió       | 7–5, 6–0         |
| 2.  | 2016. május 21.      | Nürnberger Versicherungscup, Nürnberg, Németország | Salak        | Mariana Duque Mariño | 6–2, 6–2         |
| 3.  | 2017. május 27.      | Nürnberger Versicherungscup, Nürnberg, Németország | Salak        | Barbora Krejčíková   | 6–2, 6–1         |
| 4.  | 2017. június 23.     | Ladies Championship Gstaad, Gstaad, Svájc          | Salak        | Anett Kontaveit      | 6–4, 3–6, 6–1    |
| 5.  | 2018. április 8.     | Volvo Cars Open, Charleston, USA                   | Salak (zöld) | Julia Görges         | 6–2, 6–1         |
| 6.  | 2018. augusztus 19.  | Western & Southern Open, Cincinnati, USA           | Kemény       | Simona Halep         | 2–6, 7–6(6), 6–2 |
| 7.  | 2018. szeptember 23. | KDB Korea Open, Szöul                              | Kemény       | Ajla Tomljanović     | 7–6(2), 4–6, 6–2 |
| 8.  | 2019. február 3.     | St. Petersburg Ladies Trophy, Szentpétervár        | Kemény (f)   | Donna Vekić          | 7–6(2), 6–4      |
| 9.  | 2019. május 11.      | Mutua Madrid Open, Madrid                          | Salak        | Simona Halep         | 6–4, 6–4         |
| 10. | 2020. február 16.    | St. Petersburg Ladies Trophy, Szentpétervár        | Kemény (f)   | Jelena Ribakina      | 6–1, 6–3         |

#### Elveszített döntői (4)
|    | Dátum             | Torna                                     | Borítás    | Ellenfél a döntőben | Döntő eredménye  |
| 1. | 2016. július 17.  | Ladies Championship Gstaad, Gstaad, Svájc | Salak      | Viktorija Golubic   | 6–4, 3–6, 4–6    |
| 2. | 2018. május 12.   | Mutua Madrid Open, Madrid, Spanyolország  | Salak      | Petra Kvitová       | 6–7(6), 6–4, 3–6 |
| 3. | 2019. július 28.  | Palermo Ladies Cup, Palermo, Olaszország  | Salak      | Jil Teichmann       | 6–7(3), 2–6      |
| 4. | 2019. október 27. | WTA Elite Trophy, Csuhaj, Kína            | Kemény (f) | Arina Szabalenka    | 4–6, 2–6         |

### Páros

#### Győzelmei (10)
| Összesítés           |                        |
| Grand Slam-torna (0) |                        |
| Tier I (0)           | Premier Mandatory* (0) |
| Tier II (0)          | Premier Five* (0)      |
| Tier III (0)         | Premier* (1)           |
| Tier IV (0)          | International* (9)     |
| Tier V (0)           | Challenger* (0)        |
| WTA Finals (0)       |                        |

* 2009-től megváltozott a tornák rendszere.
 Az egymás mellett azonos színnel jelölt tornatípusok között nincs teljes mértékű megfelelés.
| Borítás szerint |
| --------------- |
| Kemény (8–3)    |
| Fű (0–1)        |
| Salak (2–0)     |
| Szőnyeg (0–0)   |

| No. | Dátum                | Torna                                             | Borítás    | Partner         | Ellenfél                                   | Eredmény            |
| --- | -------------------- | ------------------------------------------------- | ---------- | --------------- | ------------------------------------------ | ------------------- |
| 1.  | 2015. január 17.     | Moorilla Hobart International, Hobart, Ausztrália | Kemény     | Johanna Larsson | Vitalija Gyjacsenko Monica Niculescu       | 7–5, 6–3            |
| 2.  | 2015. július 19.     | Swedish Open, Båstad, Svédország                  | Clay       | Johanna Larsson | Tatjana Maria Olha Szavcsuk                | 7–5, 6–4            |
| 3.  | 2016. május 21.      | Nuremberg Cup, Nürnberg, Németország              | Salak      | Johanna Larsson | Aojama Suko Renata Voráčová                | 6–3, 6–4            |
| 4.  | 2016. október 16.    | Generali Ladies Linz, Linz, Ausztria              | Kemény     | Johanna Larsson | Anna-Lena Grönefeld Květa Peschke          | 4–6, 6–2, [10–7]    |
| 5.  | 2016. október 22.    | BGL Luxembourg Open, Luxembourg, Luxemburg        | Kemény (f) | Johanna Larsson | Monica Niculescu Patricia Maria Țig        | 4-6, 7-5, [11-9]    |
| 6.  | 2017. január 7.      | ASB Classic, Auckland, Ausztrália                 | Kemény     | Johanna Larsson | Demi Schuurs Renata Voráčová               | 6-2, 6-2            |
| 7.  | 2017. július 23.     | Ladies Championship Gstaad, Gstaad, Svájc         | Salak      | Johanna Larsson | Viktorija Golubic Nina Stojanović          | 7–6(4), 4–6, [10–7] |
| 8.  | 2017. szeptember 24. | Korea Open, Szöul, Dél-Korea                      | Kemény     | Johanna Larsson | Luksika Kumkhum Peangtarn Plipuech         | 6–4, 6–1            |
| 9.  | 2017. október 15.    | Generali Ladies Linz, Linz, Ausztria              | Kemény (f) | Johanna Larsson | Natyela Dzalamidze Xenia Knoll             | 3–6, 6–3, [10–4]    |
| 10. | 2018. január 6.      | Brisbane International, Brisbane, Ausztrália      | Kemény     | Demi Schuurs    | Andreja Klepač María José Martínez Sánchez | 7–5, 6–2            |

#### Elveszített döntői (6)
| No. | Dátum                | Torna                                        | Borítás    | Partner          | Ellenfél                                       | Eredmény            |
| --- | -------------------- | -------------------------------------------- | ---------- | ---------------- | ---------------------------------------------- | ------------------- |
| 1.  | 2015. szeptember 27. | KDB Korea Open, Szöul, Dél-Korea             | Kemény     | Johanna Larsson  | Lara Arruabarrena Andreja Klepač               | 6–2, 3–6, [6–10]    |
| 2.  | 2016. február 27.    | Mexican Open, Acapulco, Mexikó               | Kemény     | Johanna Larsson  | Anabel Medina Garrigues Arantxa Parra Santonja | 0–6, 4–6            |
| 3.  | 2017. június 17.     | Topshelf Open, ’s-Hertogenbosch, Hollandia   | Fű         | Demi Schuurs     | Dominika Cibulková Kirsten Flipkens            | 6–4, 4–6, [6–10]    |
| 4.  | 2017. október 29.    | WTA Finals, Szingapúr                        | Kemény (f) | Johanna Larsson  | Babos Tímea Andrea Hlaváčková                  | 6–4, 4–6, [5–10]    |
| 5.  | 2018. június 16.     | Ricoh Open, ’s-Hertogenbosch                 | Fű         | Kirsten Flipkens | Elise Mertens Demi Schuurs                     | 3–3, feladva        |
| 6.  | 2020. január 12.     | Brisbane International, Brisbane, Ausztrália | Kemény     | Ashleigh Barty   | Hszie Su-vej Barbora Strýcová                  | 6–3, 6–7(7), [8–10] |

## ITF-döntői

### Egyéni: 11 (7−4)
| Díjazás        |
| -------------- |
| $100,000 torna |
| $75,000 torna  |
| $50,000 torna  |
| $25,000 torna  |
| $15,000 torna  |
| $10,000 torna  |

| Borításonként |
| ------------- |
| Kemény (2–1)  |
| Salak (5–3)   |
| Fű (0–0)      |
| Szőnyeg (0–0) |

| Eredmény | Gy–V | Dátum               | Torna                        | Borítás    | Ellenfél               | Eredmény         |
| -------- | ---- | ------------------- | ---------------------------- | ---------- | ---------------------- | ---------------- |
| Döntős   | 0–1  | 2009. június 14.    | ITF Apeldoorn, Hollandia     | Salak      | Natalie Piquion        | 3–6, 2–6         |
| Győztes  | 1–1  | 2009. szeptember 6. | ITF Almere, Hollandia        | Salak      | Angelique van der Meet | 6–2, 6–4         |
| Győztes  | 2–1  | 2009. október 4.    | ITF Antalya, Törökország     | Salak      | Nanuli Pipija          | 6–2, 6–2         |
| Döntős   | 2–2  | 2010. február 28.   | ITF Portimão, Portugália     | Kemény     | Claudia Giovine        | 3–6, 6–2, 7–6(1) |
| Döntős   | 2–3  | 2010. június 13.    | ITF Apeldoorn, Hollandia     | Salak      | Angelique van der Meet | 5–7, 3–6         |
| Győztes  | 3–3  | 2010. június 27.    | ITF Rotterdam, Hollandia     | Salak      | Daniëlle Harmsen       | 6–4, 6–2         |
| Döntős   | 3–4  | 2010. augusztus 15. | ITF Koksijde, Belgium        | Salak      | Katarzyna Piter        | 4–6, 4–6         |
| Győztes  | 4–4  | 2011. augusztus 14. | ITF Koksijde, Belgium        | Salak      | Elica Kosztova         | 6–2, 6–1         |
| Győztes  | 5–4  | 2012. március 11.   | ITF Irapuato, Mexikó         | Kemény     | Jaroszlava Svedova     | 6–4, 2–6, 6–1    |
| Győztes  | 6–4  | 2012. március 11.   | ITF Bath, Egyesült Királyság | Kemény (f) | Annika Beck            | 6–4, 3–6, 6–3    |
| Győztes  | 7–4  | 2015. augusztus 9.  | ITF Koksijde, Belgium (2)    | Salak      | Myrtille Georges       | 3–6, 6–2, 6–3    |

### Páros: 13 (11−2)
| Díjazás        |
| -------------- |
| $100,000 torna |
| $75,000 torna  |
| $50,000 torna  |
| $25,000 torna  |
| $15,000 torna  |
| $10,000 torna  |

| Borításonként |
| ------------- |
| Kemény (2–2)  |
| Salak (8–0)   |
| Fű (0–0)      |
| Szőnyeg (1–0) |

| Eredmény | Gy–V | Dátum               | Torna                                 | Borítás    | Partner          | Ellenfelek                                      | Eredmény         |
| -------- | ---- | ------------------- | ------------------------------------- | ---------- | ---------------- | ----------------------------------------------- | ---------------- |
| Győztes  | 1–0  | 2009. július 31.    | ITF Bree, Belgium                     | Salak      | Quirine Lemoine  | An-Sophie Mestach Demi Schuurs                  | 6–1, 6–0         |
| Győztes  | 2–0  | 2009. augusztus 7.  | ITF Rebecq, Belgium                   | Salak      | Nicole Thijssen  | Patricia Chirea Valentina Sulpizio              | 6–2, 7–5         |
| Győztes  | 3–0  | 2009. szeptember 6. | ITF Almere, Hollandia                 | Salak      | Nicole Thijssen  | Daniëlle Harmsen Kim Kilsdonk                   | 4–6, 6–2, [10–4] |
| Győztes  | 4–0  | 2009. október 3.    | ITF Antalya, Törökország              | Salak      | Marcella Koek    | Barbara Sobaszkiewicz Sylwia Zagorska           | 6–4, 0–6, [10–4] |
| Győztes  | 5–0  | 2009. november 14.  | ITF Jersey, Egyesült Királyság        | Kemény (f) | Daniëlle Harmsen | Babos Tímea Malou Ejdesgaard                    | 7–5, 7–5         |
| Győztes  | 6–0  | 2010. március 21.   | ITF Antalya, Törökország              | Salak      | Daniëlle Harmsen | Fatma Al-Nabhani Andrea Koch Benvenuto          | 6–2, 6–4         |
| Győztes  | 7–0  | 2010. október 2.    | ITF Helsinki, Finnország              | Kemény (f) | Richèl Hogenkamp | Julija Bejhelzimer Kristina Mladenovic          | 6–3, 7–5         |
| Döntős   | 7–1  | 2011. január 23.    | ITF Andrezieux, Franciaország         | Kemény     | Richèl Hogenkamp | Darija Jurak Valerija Szavinih                  | 3–6, 6–7(0)      |
| Győztes  | 8–1  | 2011. augusztus 5.  | ITF Monteroni, Olaszország            | Salak      | Nicole Rottmann  | Gioia Barbieri Anastasia Grymalska              | 6–0, 6–3         |
| Döntős   | 8–2  | 2011. október 1.    | ITF Madrid, Spanyolország             | Kemény     | Elyne Boeykens   | Rocio De La Torre-Sanchez Georgina García Pérez | 7–5, 4–6, 2–6    |
| Győztes  | 9–2  | 2011. november 6.   | Ismaning Open, Németország            | Szőnyeg    | Anne Keothavong  | Kristina Barrois Yvonne Meusburger              | 6–3, 6–3         |
| Győztes  | 10–2 | 2014. május 11.     | Open de Cagnes-sur-Mer, Franciaország | Salak      | Johanna Larsson  | Tatiana Búa Daniela Seguel                      | 7–6(4), 6–4      |
| Győztes  | 11–2 | 2015. augusztus 2.  | Powiat Poznański Open, Lengyelország  | Salak      | Richèl Hogenkamp | Cornelia Lister Jeļena Ostapenko                | 7–6(2), 6–4      |

## Eredményei Grand Slam-tornákon

### Egyéniben
| Grand Slam | Australian Open | Australian Open    | Roland Garros  | Roland Garros    | Wimbledon      | Wimbledon        | US Open        | US Open             |
| Év         | Eredmény        | Utolsó ellenfél    | Eredmény       | Utolsó ellenfél  | Eredmény       | Utolsó ellenfél  | Eredmény       | Utolsó ellenfél     |
| 2011       | –               | –                  | Selejtező (Q1) | Selejtező (Q1)   | –              | –                | Selejtező (Q1) | Selejtező (Q1)      |
| 2012       | Selejtező (Q2)  | Selejtező (Q2)     | 1. kör         | C. McHale        | 2. kör         | J. Svedova       | 2. kör         | O. Pucskova         |
| 2013       | 1. kör          | Lucie Hradecká     | 1. kör         | Sorana Cîrstea   | 1. kör         | J. Svedova       | 1. kör         | Cseng Csie          |
| 2014       | 1. kör          | Ana Ivanović       | 4. kör         | Andrea Petković  | Selejtező (Q1) | Selejtező (Q1)   | 1. kör         | Bacsinszky Tímea    |
| 2015       | 2. kör          | Eugenie Bouchard   | 1. kör         | Sz. Kuznyecova   | 1. kör         | Petra Kvitová    | 2. kör         | Serena Williams     |
| 2016       | 1. kör          | Laura Siegemund    | Elődöntő       | Serena Williams  | 3. kör         | Simona Halep     | 1. kör         | Ana Konjuh          |
| 2017       | 1. kör          | Varvara Lepchenko  | 2. kör         | Catherine Bellis | 1. kör         | Sorana Cîrstea   | 1. kör         | María Szákari       |
| 2018       | 3. kör          | Caroline Wozniacki | 3. kör         | Angelique Kerber | Negyeddöntő    | Julia Görges     | 3. kör         | Markéta Vondroušová |
| 2019       | 2. kör          | A Pavljucsenkova   | 2. kör         | Viktória Kužmová | 3. kör         | Barbora Strýcová | 3. kör         | Julia Görges        |
| 2020       | 4. kör          | Garbiñe Muguruza   | 4. kör         | Martina Trevisan | elmaradt       | elmaradt         | –              | –                   |
| 2021       | –               | –                  | 1. kör         | Polona Hercog    | 1. kör         | Marta Kosztyuk   |                |                     |

### Páros
| Grand Slam | Australian Open             | Australian Open                       | Roland Garros               | Roland Garros                         | Wimbledon              | Wimbledon                        | US Open                | US Open                            |
| Év         | Eredmény Partner            | Utolsó ellenfél                       | Eredmény Partner            | Utolsó ellenfél                       | Eredmény Partner       | Utolsó ellenfél                  | Eredmény Partner       | Utolsó ellenfél                    |
| 2012       | –                           | –                                     | 1. kör Marosi Katalin       | Csan Hao-csing Csan Jung-zsan         | –                      | –                                | 1. kör Arantxa Rus     | Iveta Benešová Barbora Strýcová    |
| 2013       | 1. kör Tatjana Malek        | Mathilde Johansson Pauline Parmentier | 1. kör Tatjana Maria        | A-L Grönefeld Květa Peschke           | –                      | –                                | 2. kör Johanna Larsson | Kristina Mladenovic G Voszkobojeva |
| 2014       | 1. kör Kirsten Flipkens     | Lucie Hradecká Michaëlla Krajicek     | –                           | –                                     | –                      | –                                | 1. kör Sahar Peér      | Andrea Hlaváčková Cseng Csie       |
| 2015       | Negyeddöntő Johanna Larsson | Julia Görges A-L Grönefeld            | 1. kör Johanna Larsson      | Ljudmila Kicsenok Olha Szavcsuk       | 1. kör Alison Riske    | Raquel Kops-Jones Abigail Spears | 3. kör Johanna Larsson | Caroline Garcia Katarina Srebotnik |
| 2016       | 1. kör Johanna Larsson      | Sz Kuznyecova Roberta Vinci           | Negyeddöntő Johanna Larsson | Caroline Garcia Kristina Mladenovic   | 2. kör Johanna Larsson | A-L Grönefeld Květa Peschke      | 2. kör Johanna Larsson | Asia Muhammad Taylor Townsend      |
| 2017       | 2. kör Johanna Larsson      | Viktorija Golubic Kristýna Plíšková   | 3. kör Johanna Larsson      | Csan Jung-zsan Martina Hingis         | 1. kör Johanna Larsson | K Bondarenko Aleksandra Krunić   | 3. kör Johanna Larsson | Lucie Hradecká Kateřina Siniaková  |
| 2018       | 1. kör Johanna Larsson      | Nagyija Kicsenok Anastasia Rodionova  | 3. kör Johanna Larsson      | Barbora Krejčíková Kateřina Siniaková | 3. kör Johanna Larsson | Alicja Rosolska Abigail Spears   | 2. kör Johanna Larsson | Hibino Nao Okszana Kalasnikova     |
| 2019–2020  | –                           | –                                     | –                           | –                                     | –                      | –                                | –                      | –                                  |
| 2021       | –                           | –                                     | –                           | –                                     | 1. kör L Kerkhove      | Elixane Lechemia Ingrid Neel     |                        |                                    |

## Év végi világranglista-helyezései
| Év     | 2008  | 2009 | 2010 | 2011 | 2012 | 2013 | 2014 | 2015 | 2016 | 2017 | 2018 | 2019 | 2020 |
| Egyéni | 973.  | 569. | 230. | 184. | 63.  | 87.  | 69.  | 101. | 22.  | 31.  | 9.   | 9.   | 9.   |
| Páros  | 1008. | 519. | 312. | 195. | 296. | 326. | 251. | 38.  | 37.  | 19.  | 43.  | 178. | 116. |

## Díjai, elismerései
- WTA Diamond Aves díj (2019)[4]